# Scopula aggravata
Scopula aggravata är en fjärilsart som beskrevs av W. Warren 1897. Scopula aggravata ingår i släktet Scopula och familjen mätare. Inga underarter finns listade.